# Francisco Xavier da Cruz
Francisco Xavier da Cruz, també conegut com a B. Leza o Beleza (antiga forma portuguesa: Beléza) (Mindelo, Illa de São Vicente 3 de desembre de 1905 - 14 de juliol de 1958) va ser un escriptor, cantant i compositor capverdià.

## Biografia
B. Leza va innovar la morna i sovint utilitzen les cordes de pas (conegudes com el mig to brasiler, l'argot utilitzat per músics de Cap Verd). Va escriure diversos poemes que van aparèixer a la revista Claridade.
El seu estil i la seva obra, que va començar a la dècada de 1950, va marcar la música de Cap Verd durant els pròxims vint anys. Va compondre desenes de mornas, com Eclipse, Miss Perfumado, Resposta de Segredo Cu Mar i Lua Nha Testemunha, de la qual la llegenda afirma que va compondre el seu llit de l'hospital uns dies abans de la seva mort el 14 de juliol de 1958.
En 1958, l'any de la seva mort, BeLeza fou presentat en una ronda amb la Tuna Académica da Coimbra que va tenir lloc a l'illa de São Vicente. Entre els assistents es trobaven el poeta portuguès i dissident polític Manuel Alegre i escriptor portuguès, poeta i novel·lista Fernando Assis Pacheco que va intentar portar-lo a Portugal per actuar.
També hi ha la llegenda llegenda que molta gent anava a demanar al mestre B. Leza una morna per un ésser estimat, principalment una serenata. En pocs dies, B. Leza havia fet el treball. Moacyr Rodrigues va escriure influenciat per la música brasilera i argentina, B. Leza va enriquir no només la música amb la introducció del semito sinó també la lletra sobre el desenvolupament de les idees".

## Llegat
Un club de música en directe a Lisboa porta el seu nom, presenta diferents ritmes de la música capverdiana i africana, especialment kizomba, funaná i coladeira. El club va ser fundat en 1994 per Tito Paris i dirigit per Alcides Gonçalves i les germanes Madalena i Sofia Saudade i Silva, fill del gran cantant capverdià Bana. Es troba a Largo do Conde Barão, número 50. Altrs cantants cantaren posteriorment les seves cançons, com el propi Tito Paris en Ao vivo no B.Leza en 1998 i Nancy Vieira en 2003.
Van batejar amb el seu nom un avió de la TACV amb el registre D4-CBG, un Boeing 757-200 rebut per primer cop en 1996 de la factoria de Seattle, considerat “l'orgull i l'alegria de l'aerolínia capverdiana".

## Obres
- Uma partícula da Lira Cabo-Verdiana (1933), 10 mornes
- Flores Murchas (1938), poemes.
- Fragmentos – Retalhos de um poema perdido no naufrago da vida (1948), poemes.
- Razão da amizade cabo-verdiana pela Inglaterra (1950).

## Discografia

### Cançons de morna
- "Bejo de saudade"
- "Dze q'dze"
- "Eclipse"
- "Lua Nha Testemunha"
- "Miss Perfumado"
- "Resposta de Segredo Cu Mar"

### Cançó de coladeira
- "Galo bedjo" (Gall vell)

## Enregistraments, temes i actuacions d'altres artistes
- "Mar Azul" per Cesária Évora a l'àlbum Mar Azul (1991)
- "Bia" per Cesária Évora a l'àlbum Miss Perfumado (1992)
- "Miss Perfumado" per Cesária Évora a l'àlbum Miss Perfumado (1992)
- "Morabeza", per Cesária Évora a l'àlbum Miss Perfumado (1992)
- "Lua Nha Testemunha", per Cesária Évora a l'àlbum Miss Perfumado (1992)
- "Eclipse" per Chico Serra a l'àlbum Eclipse (1993)
- "Galo bedjo", registrat per Djurumani